# Stade du Hameau
Stade du Hameau (pronunciado em francês: [stad dy a.mo]) é um estádio versátil e centro de convenções esportivas localizado em Pau, França, 
A construção começou em 1948, e o estádio pertence à cidade de Pau desde 1983, quando foi transferido do exército francês. O uso principal deste estádio é para jogos de rugby union, servindo como o campo do clube francês Section Paloise.
O estádio tem uma capacidade de 14.588 lugares, embora esse número tenha sido reduzido após a remoção da arquibancada Ossau. Desde 1991, o estádio tem sido o palco dos jogos do Section Paloise, que antes jogava no Stade de la Croix du Prince desde 1910.
Reformas significativas foram realizadas em 1988, e o Pau FC, o clube de futebol local, também usou o estádio por um tempo a partir de 1991. Em 2017, o Stade du Hameau passou por uma grande transformação, melhorando sua estética com coberturas distintas nas arquibancadas Norte e Leste. Essa renovação deu ao estádio uma aparência mais moderna e elegante.
O Pau FC eventualmente se mudou para seu próprio estádio, o Nouste Camp, em 2018, mas teve que retornar ao Hameau durante a primeira metade da temporada 2020-2021 enquanto seu novo estádio se adequava aos padrões da Ligue 2. Além disso, o Hameau hospeda vários eventos esportivos e culturais, incluindo a final da Pro D2 2018-19.
Em termos de capacidade, o Stade du Hameau é o maior estádio nos Pirenéus Atlânticos,

## Abertura
O Stade du Hameau foi inicialmente construído como um estádio militar para abrigar a Escola Nacional de Treinamento Físico Militar, que precisou se realocar de Paris no início da Segunda Guerra Mundial. O Coronel de Fornel liderou essa iniciativa, e o estádio foi concluído em 1948.
A inauguração oficial do estádio ocorreu após a Segunda Guerra Mundial, em 9 de outubro de 1949. René Lehmann, chefe de esportes do jornal L'Aurore, estimou a capacidade do estádio em 100.000 lugares, louvando-o como uma "maravilha arquitetônica". Ele comparou o estádio ao Stade Yves-du-Manoir, que na época precisava de investimentos.
Nesse dia, Papa Gallo Thiam alcançou um feito notável ao superar o recorde francês de salto em altura, anteriormente detido por Georges Damitio, saltando 1,99 metros. Atletas renomados como Étienne Bally, Étienne Gailly e André Mourlon também estavam presentes, embora Mourlon não tenha conseguido quebrar seu próprio recorde.
Em 1957, o estádio foi renomeado em homenagem ao seu criador, passando a se chamar Estádio Coronel de Fornel.

## História
O Stade du Hameau, renomeado "Estádio Coronel de Fornel" em 1957, tem uma história rica ligada a competições militares e jogos de rugby. Desde 1950, sediou eventos importantes, incluindo partidas internacionais de rugby, com públicos recordes. Após décadas de uso por várias equipes esportivas, o estádio foi subutilizado, mas acabou passando por uma grande renovação a partir de 2016. A Section Paloise se mudou para lá em 1990, e o estádio foi modernizado, com a reforma concluída em 2017, aumentando sua capacidade para 18.324 lugares. Desde então, tem recebido eventos esportivos importantes.

### Expansão futura
Há planos futuros para continuar a expansão e renovação do Stade du Hameau, incluindo a adição de arquibancadas permanentes para atingir uma capacidade total de 18.426 espectadores. A modernização contínua visa transformar o estádio em uma instalação esportiva de classe mundial, mantendo seu papel central na vida esportiva e cultural de Pau.